# AG Weser

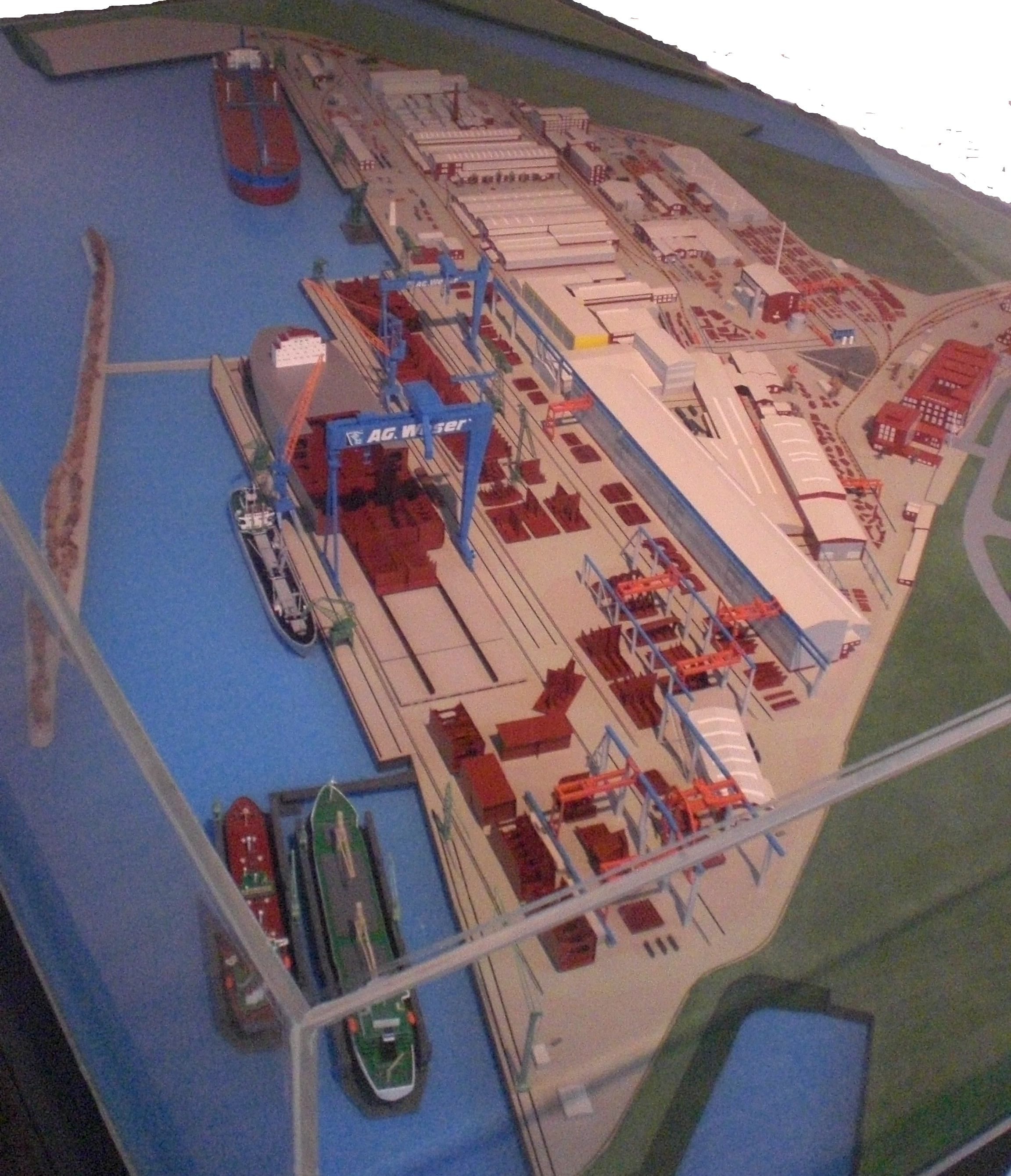
Maquette représentant le chantier naval de l'AG Weser

La société par actions de la Weser ou simplement l' AG Weser (pour Aktien-Gesellschaft Weser) était une compagnie de construction navale allemande située à Brême sur la Weser. Elle a construit un grand nombre de navires et de sous-marins pour la marine impériale allemande, ce qui lui a fait jouer un rôle important pendant la Première Guerre mondiale. Elle a fusionné avec huit chantiers navals en 1926, le Traité de Versailles interdisant à l'Allemagne de construire de nouveaux navires de guerre. Elle est devenue alors une partie de la compagnie Deutsche Schiff- und Maschinenbau, même si le nom d'AG Weser était conservé pour le chantier naval de Brême.

## Historique
C'est le 8 novembre 1843 qu'est fondée la société par actions Eisengiesserei und Maschinenfabrik Waltjen und Leonhard qui devient en 1849 Waltjen & Co. Elle construit au départ des bateaux à vapeur en petit nombre. Le 26 mars 1873, elle devient l'AG Weser et reçoit ses premières commandes d'importance de la toute nouvelle Kaiserliche Marine (marine impériale). Elle construit en effet onze canonnières entre 1875 et 1881, puis se spécialise dans les torpilleurs à partir de 1883.

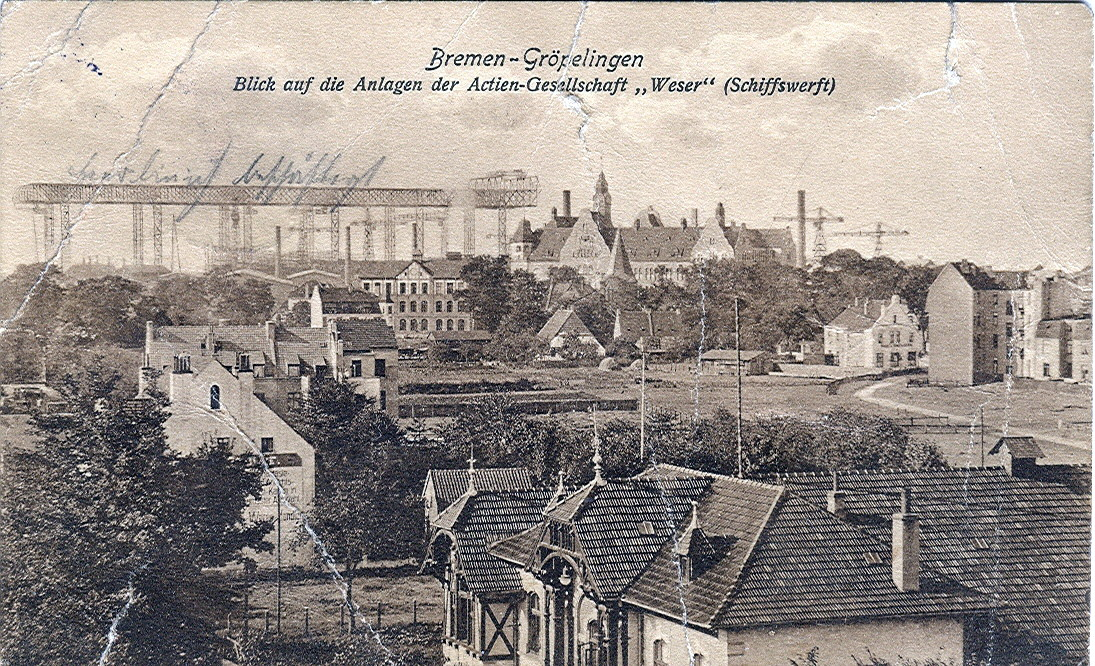
Carte postale représentant en fond le chantier naval de Gröpelingen au début du XXe siècle

La compagnie bâtit cependant des navires civils en majorité. Des travaux d'agrandissement sont effectués au bord de la Weser au milieu des années 1880, ce qui fait de Brême un port commercial encore plus important. Le port connaît alors une croissance qui ne cesse pas. L'AG Weser acquiert de nouveaux terrains au tournant du siècle à Gröpelingen, pour construire de nouveaux navires. Tout est prêt en 1904 pour déménager l'activité à ce nouvel emplacement. Entre 1905 et 1914, ce ne sont pas moins de quarante paquebots et bateaux de charge qui sont construits au nouveau chantier.
Il est surprenant de constater que la compagnie maritime Norddeutscher Lloyd, pourtant basée à Brême, n'a presque pas commandé de navires à l'AG Weser. Celle-ci lui livre en 1900 le paquebot Deli pour la ligne d'Extrême-Orient, ainsi qu'en 1903 le Prinz Sigismund, puis le Goeben et le Lützow en 1907. La dernière commande est celle du Berlin II en 1909, immense paquebot de 17 000 BRT en exploitation pour New York et la Méditerranée.

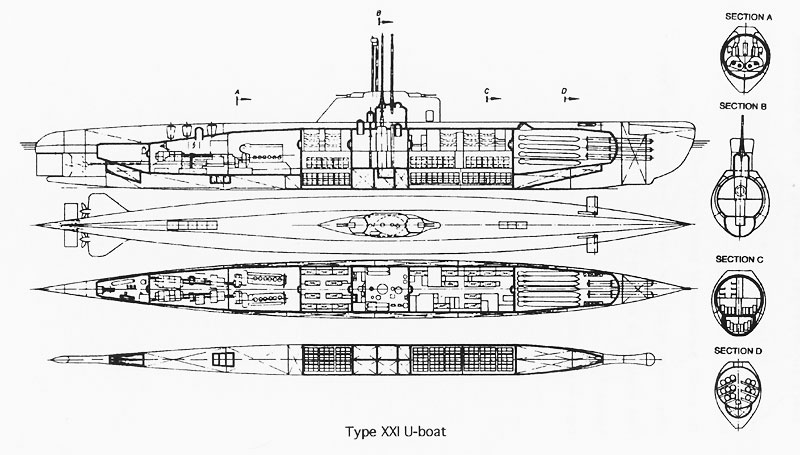
Plans d'un sous-marin type XXI pendant la Seconde Guerre mondiale

Le chantier naval est utilisé majoritairement à partir du milieu des années 1930 (alors que la société a fusionné) pour la construction de torpilleurs et de sous-marins à la Reichsmarine puis à la Kriegsmarine, à partir de 1937. Il n'est ensuite utilisé que pour des commandes militaires et appartient à partir de 1941 à la compagnie Krupp. Le chantier est bombardé à plusieurs reprises et il est tellement endommagé en octobre 1944 que la production se ralentit drastiquement. Les historiens estiment qu'à la fin de la guerre un cinquième des ouvriers (sur les vingt mille au total) étaient des travailleurs forcés ou prisonniers de guerre.

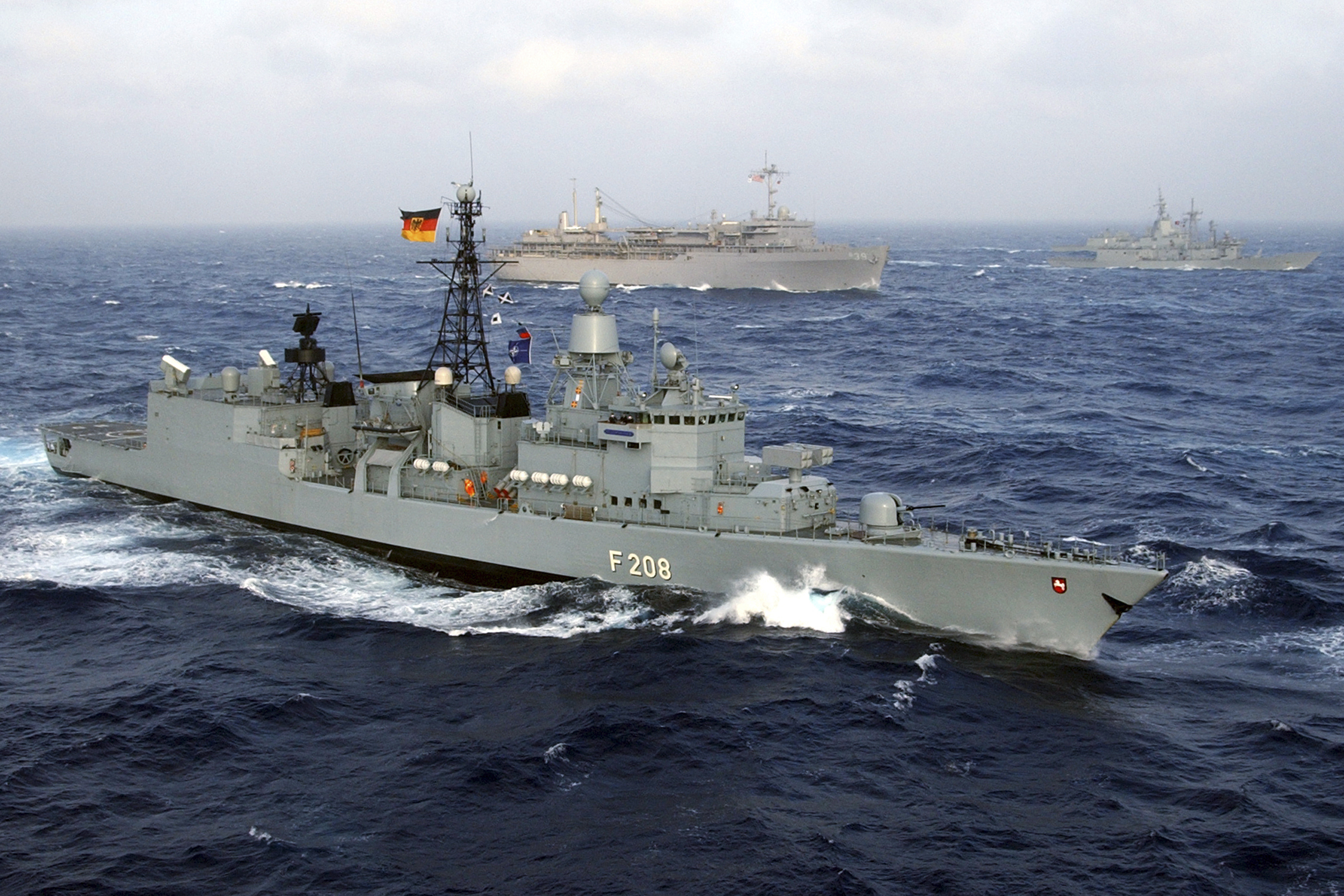
Vue de la frégate Niedersachsen construite au chantier

Le chantier est démonté après la guerre par l'URSS en tant que réparation des dommages de guerre.
Le chantier naval reprend ses activités à partir des années 1950. Il peut construire dans les années 1970 des tankers de 650 000 BRT. Toutefois la première crise pétrolière de 1973 a pour conséquence de réduire de plus en plus sa production. L'actionnaire principal à l'époque est la Fried. Krupp GmbH.
Le chantier naval de Brême a fermé le 31 décembre 1983. Il avait construit en près de 140 ans d'activité environ 1 400 bâtiments.

## Liste non exhaustive de bâtiments de guerre construits par l'AG Weser avant 1918

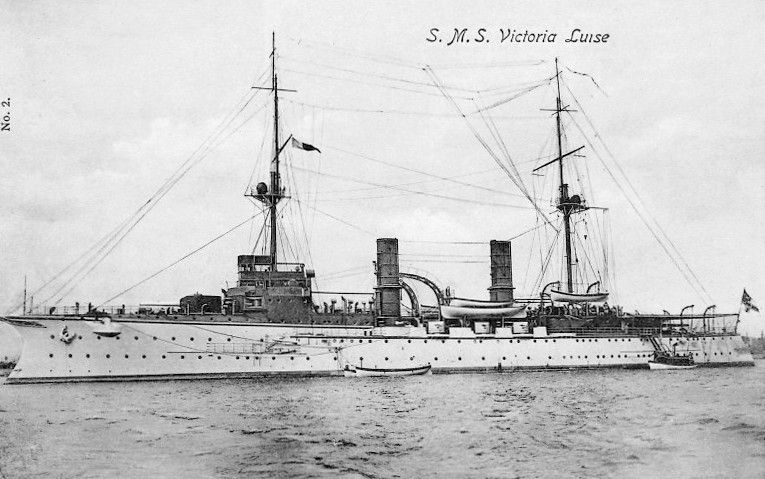
Photographie du croiseur SMS Victoria Louise (1897

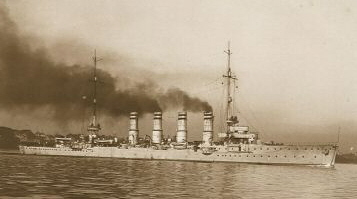
Photographie du petit croiseur SMS Stralsund (1911)

- Navires de défense côtière
  - SMS Beowulf (1890[4])
  - SMS Frithjof (1891)
- Dreadnoughts
  - SMS Westfalen (1908)
  - SMS Thüringen (1909)
  - SMS Markgraf (1913)
- Croiseurs
  - SMS Gneisenau (1906)
  - SMS Victoria Louise (1897)
- Quatorze croiseurs légers dont:
  - Hela (1895)
  - SMS Niobe (1899)
  - SMS Ariadne (1900)
  - SMS Medusa (1900)
  - SMS Frauenlob (1902)
  - SMS Arcona (1902)
  - SMS Bremen (1903)
  - SMS München (1904)
  - SMS Leipzig (1905)
  - SMS Magdeburg (1911)
  - SMS Stralsund (1911)
  - SMS Regensburg (1914)
  - SMS Königsberg (1915)
  - SMS Emden (1916)
- 5 sous-marins type UC I
  - UC-11 (1915)
  - UC-12 (1915)
  - UC-13 (1915)
  - UC-14 (1915)
  - UC-15 (1915)